# Родионовы
Родио́новы — старинный русский столбовой дворянский род, восходящий к XVI веку и записанный в I и VI часть родословной книги Симбирской губернии.
Опричниками Ивана Грозного числились Олег и Юрий Родионовы (1573).
Дмитрий Петрович Родионов (1831—1888) составил ценное руководство «Основы сельского хозяйства» (СПб., 1879) и опубликовал ряд статей в «Русской Старине», «Историческом Вестнике» и других изданиях.
Есть несколько родов Родионовых более позднего происхождения.

## Известные представители
- Родионов Егор Андреевич — советник императора Николая II.
- Родионов Борис — целовальник, воевода в Соликамске (1609).
- Родионов Яков Семёнович — московский дворянин (1640).
- Родионов Иван Степанович — дьяк (1668—1677), воевода в Симбирске (1671—1675), в Казани (1677—1679).
- Родионов Андрей Клементьевич — московский дворянин (1676—1677).
- Родионов Дмитрий Андреевич — стольник (1689—1692).
- Родионов Иван Васильевич — московский дворянин (1692).
- Родионов Александр Иванович — дьяк (1713)[3][4].